# ريتشارد ساول وورمان
ريتشارد ساول ووورمان (بالإنجليزية: Richard Saul Wurman)‏ (ولد في 26 مارس 1935) مهندس معماري ومصمم جرافيك أمريكي. كتب وورمان وصمم ما لا يقل عن 83 كتابا. هو مصمم مؤتمر تيد، بالإضافة إلى مؤتمر إي جي، تيد ميد ومجموعة دبليو دبليو دبليو للاجتماعات.

## السيرة الذاتية

### الحياة العملية
كتب ريتشارد وورمان أكثر من 83 كتاب ومقال في مختلف المواضيع. فيرجع له الفضل في كتابة ملاحظات ورسومات لويس كان (1963) و«ما سيحدث قد حدث» (1986) أخر تجميعات وكلمات كان. كتب أيضا عن أدب الرحلات في عام 1980 والكثير عن الرعاية الصحية.
ترأس وورمان مؤتمر IDCA في عام 1972، أول مؤتمر فيدرالي للتصميم في عام 1973، ومؤتمر المعهد الأمريكي للمهندسين المعماريين (AIA) في عام 1976.
حصل وورمان على درجتي البكارليوس والماستر من جامعة ولاية بنسلفانيا، لينهي دراستة العليا في عام 1959، حاصلا على أعلى مراتب الشرف، وسام أرثر سبايد بروكس الذهبي. كما نال أيضا العديد من شهادات الدكتوراه الفخرية، زمالة جراهام، العديد من المنح المقدمة من المؤتمر الدولي للفنون ومنصب الأستاذ المتميز في جامعة نورث إيسترن.
حصل وورمان على العديد من الجوائز التقديرية كجائزة الإنجاز مدى الحياة من كوبر هيويت، متحف سميثسونيان للتصميم. جائزة الميدالية الذهبية السنوية من كلية الثالوث في دبلن، ميدالية ذهبية من AIGA. الميدالية الذهبية الخمسين والتي يعطيها متحف بوسطن للعلوم، جائزة برادفورد واشبورن السنوية في أكتوبر 2014. كما حصل وورمان على زمالة الجمعية الأمريكية للمعماريين
(AIA) ونادي مخرجي الفن.
لم ينقطع وورمان عن العمل مع معهد بحوث النظم البيئية والوسائط الراديكالية في مبادرتين لرسم خرائط تقارن المناطق الحضرية، 19.20.21، والتي ستستخدم لإنشاء شبكة المراصد الحضرية في جميع أنحاء العالم. شغل وورمان العديد من المناصب في مؤتمرات تيد المختلفة فمن:
- 1984-2003: ترأس مؤتمر تيد.
- 1995-2010: ترأس مؤتمر تيد ميد ومؤتمر دبليو دبليو دبليو.

يدعم وورمان مؤسسة SENS للأبحاث، منظمة غير ربحية تهتم بمجال التكنولوجيا الحيوية تهدف لإصلاح الأضرار الناتجة عن التقدم في السن وزيادة مدى صحة الإنسان.

## الحياة الشخصية
يعتنق وورمان الديانة اليهودية، يعيش في غولدن بيتش، فلوريدا، مع زوجته الروائية جلوريا ناجي وكلابهم الثلاثة. رزق الثنائي بأربعة أطفال وستة أحفاد.